# Forsteronia pycnothyrsus
Forsteronia pycnothyrsus är en oleanderväxtart som beskrevs av Karl Moritz Schumann och R. E. Woodson. Forsteronia pycnothyrsus ingår i släktet Forsteronia och familjen oleanderväxter. Inga underarter finns listade i Catalogue of Life.